# Maria Valtorta
Maria Valtorta (Caserta, 14 marzo 1897 – Viareggio, 12 ottobre 1961) è stata una scrittrice italiana.
Fu una terziaria francescana e una terziaria dei Servi di Maria. Visse gran parte della sua vita costretta a letto a Viareggio dove morì nel 1961. È sepolta nel chiostro grande della Basilica della Santissima Annunziata a Firenze.
È conosciuta soprattutto per il suo libro di 5.000 pagine stampate dal titolo Il Poema dell'Uomo Dio, pubblicato per la prima volta nel 1956 e successivamente intitolato L'Evangelo come mi è stato rivelato. Il libro si basa su 10.000 delle 15.000 pagine dei suoi quaderni scritti a mano. Scrisse 10.000 pagine per la maggior parte nel periodo 1944-1947. Le pagine manoscritte furono dattilografate su pagine separate dal suo consigliere spirituale, padre Romualdo Migliorini, e poi riassemblate cronologicamente in un libro. Le ulteriori 5.000 pagine furono successivamente pubblicate come libri separati.
Il Poema descrive in dettaglio la vita di Gesù come una narrazione estesa dei vangeli ed è quindi diventato controverso. Il libro fu inserito nell'Indice dei libri proibiti (ora abolito) nel 1959 e rimane tuttora oggetto di ampie discussioni. Vari esperti biblici, storici e scienziati continuano chi a sostenere e chi a criticare il libro fino ad oggi, e si tengono conferenze annuali sugli aspetti scientifici e teologici dei suoi scritti.

## Biografia

### Infanzia e formazione
Maria Valtorta nacque a Caserta da genitori lombardi. Suo padre, Giuseppe, era nella cavalleria italiana ed era di stanza a Caserta quando nacque Maria. Sua madre, Iside, era un'insegnante di francese. Nel 1898 la famiglia si trasferì con il reggimento del padre a Faenza. Nel 1900 il reggimento di suo padre si trasferì a Milano e la famiglia Valtorta visse in Lombardia fino al suo pensionamento per altri 12 anni. Nel 1907 il reggimento si trasferì a Voghera. Nel marzo 1909, poco prima del suo dodicesimo compleanno, Maria fu mandata al Collegio Bianconi a Monza. Lì studiò fino al marzo 1913 quando, poco prima del suo sedicesimo compleanno, dovette lasciare la Lombardia con la famiglia per Firenze, a causa del pensionamento di suo padre.

### Un decennio a Firenze

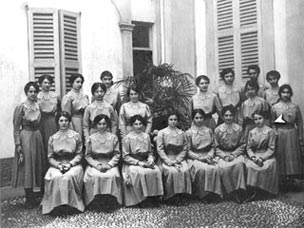
Foto di classe al Collegio Bianconi, poco prima di trasferirsi a Firenze.

La Prima Guerra Mondiale (1914-1918) iniziò circa un anno dopo che la famiglia Valtorta si stabilì a Firenze, e l'Italia entrò in guerra nel maggio del 1915 a fianco degli alleati. Nel 1917 la Valtorta si offrì volontaria come infermiera samaritana e per 18 mesi lavorò presso un ospedale militare allestito a Firenze per curare i soldati feriti rientrati dalla guerra.
Nel marzo del 1920, quando aveva 23 anni, Maria stava camminando a Firenze con la madre, quando il giovane e delinquente figlio della modista di sua madre la colpì alla schiena con una sbarra di ferro, gridando "abbasso i signori e i militari". A causa di quell'incidente fu costretta a letto per alcuni mesi e, sebbene sembrasse essersi ripresa, le complicazioni derivanti da quell'incidente la costrinsero a letto per 28 anni, dall'aprile 1934 fino alla fine della sua vita.

### La vita a Viareggio
Nell'ottobre del 1924, quando Maria aveva 27 anni, la famiglia Valtorta si trasferì da Firenze a Viareggio, sulla costa del Mediterraneo, come parte del pensionamento definitivo del padre.

Con il passare del tempo, l'infortunio alla schiena di Maria influenzò progressivamente la sua salute, e l'ultimo giorno in cui poté uscire di casa da sola, dato l'alto livello di debolezza, fu il 4 gennaio 1933. Dal 1º aprile 1934 non fu più in grado di alzarsi dal letto.
Nel 1935, un anno dopo essere stata costretta a letto, Marta Diciotti cominciò a prendersi cura di lei. Il padre morì nel 1935 e la madre nel 1943, dopodiché Maria rimase per lo più sola in casa con Marta Diciotti fino alla fine della sua vita. 
Dopo il 1941, eccetto una evacuazione bellica a Sant'Andrea di Compito in provincia di Lucca, dall'aprile al dicembre 1944, durante la seconda guerra mondiale, la Valtorta trascorse la vita a letto nella sua casa di Via Antonio Fratti a Viareggio.
Nel 1942 Maria Valtorta ricevette la visita di padre Migliorini dei Servi di Maria, che divenne il suo direttore spirituale e le suggerì di scrivere la sua autobiografia, che ella completò prima di iniziare gli altri scritti nel 1943.
Nella sua autobiografia Maria Valtorta scrisse che sia a Firenze che a Viareggio ebbe profonde esperienze religiose che trasformarono la sua vita. Scrisse che nel 1925, subito dopo essersi trasferita a Viareggio, e diversi anni prima di essere stata costretta a letto, influenzata dall'autobiografia di Teresa di Lisieux, fece voto di offrirsi a Dio come anima vittima e di rinnovare ogni giorno quell'offerta.

### Dai manoscritti alla stampa

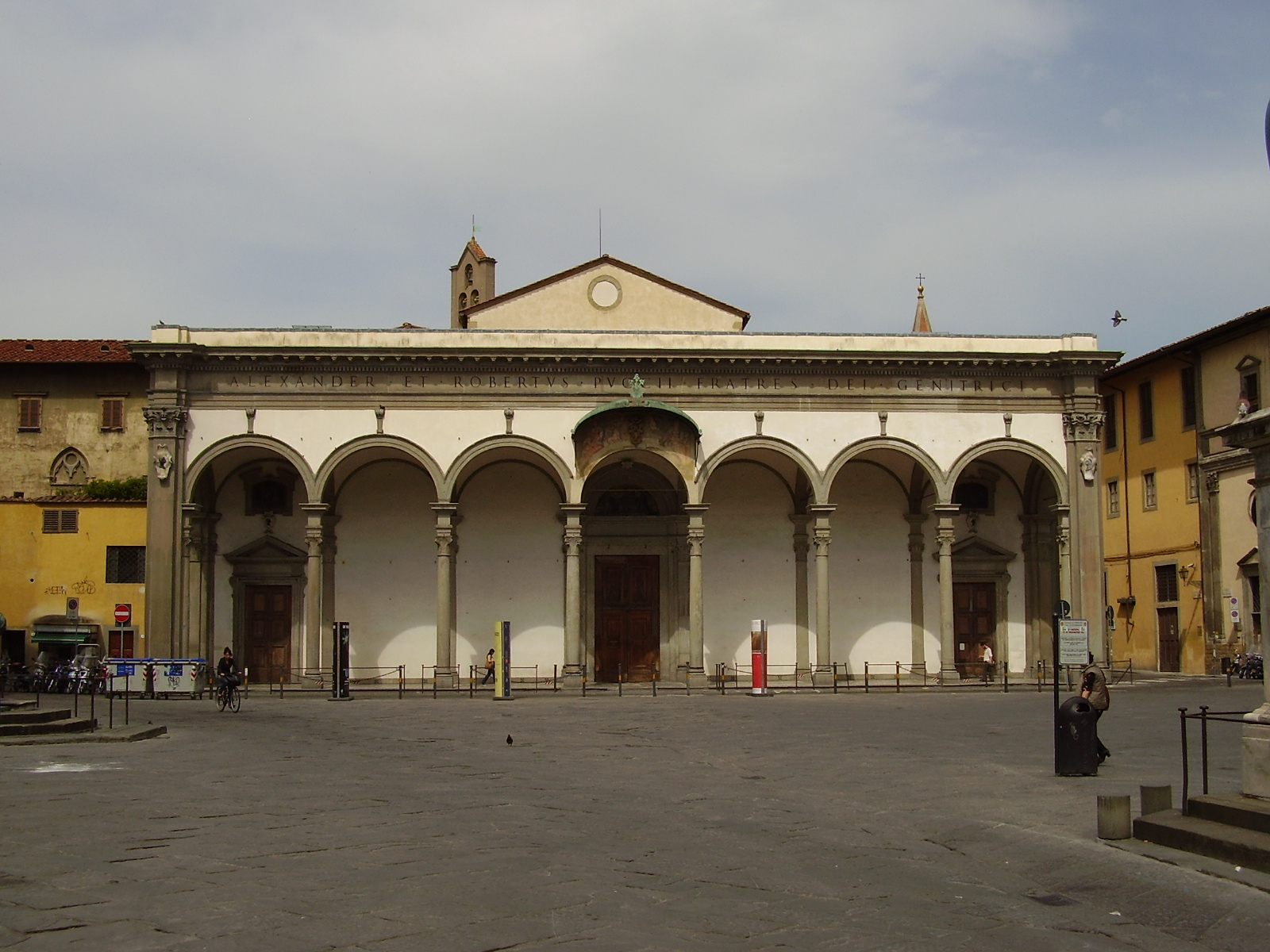
Basilica della Santissima Annunziata, Firenze, chiesa madre dell'Ordine dei Servi, dove è sepolta Maria Valtorta.

Dopo aver completato la sua autobiografia, nel 1943 Maria Valtorta iniziò a scrivere a mano una serie di quelli che sosteneva fossero messaggi di Gesù. Dal 1943 al 1947 scrisse circa 15.000 pagine, 10.000 delle quali furono poi scelte come base del suo libro principale Il Poema, e le restanti furono progressivamente organizzate e pubblicate dopo la sua morte.
Maria Valtorta scrisse su 122 quaderni scolastici acquistati per lei dal suo sacerdote, usando una penna stilografica. Non descrisse gli episodi del Poema in ordine cronologico, ma su indicazioni su come avrebbero dovuto essere ordinati dopo che il libro era stato completato.
Maria era riluttante a far pubblicare i suoi manoscritti, ma nel 1947 il suo sacerdote la convinse in tal senso. L'edizione iniziale in quattro volumi del libro fu pubblicata senza il nome dell'autore.
Nel febbraio 1948, padre Migliorini, padre Corrado Berti, e padre Cecchin ebbero un'udienza privata con Papa Pio XII riguardo la sua opera, di cui parlò L'Osservatore Romano. Sebbene Pio XII avesse un parere positivo nei confronti del libro, nel 1949 il Sant'Uffizio convocò padre Berti e gli ordinò di non pubblicare lo scritto.
Nel 1952 l'editore Michele Pisani accettò di pubblicare l'opera e nell'ottobre 1952 Maria Valtorta firmò un contratto. La prima edizione del Poema vide la luce nel 1956.

### Morte, sepoltura ed eredità
Maria Valtorta morì nel 1961, all'età di 64 anni, e fu sepolta nel cimitero comunale di Viareggio. Successivamente, nel 1973, le sue spoglie furono traslate nella cappella del chiostro grande della Basilica della Santissima Annunziata a Firenze. A presiedere la funzione della "sepoltura privilegiata" della Valtorta e la traslazione delle sue spoglie da Viareggio alla Basilica della Santissima Annunziata, la chiesa madre dei Servi di Maria fu monsignor Gabriele M. Roschini.
Prima di morire, nel 1961, Maria Valtorta aveva assegnato come erede dei suoi scritti la sua assistente Marta Diciotti, e nel 2001 Marta Diciotti assegnò a sua volta come eredi Emilio e Claudia Pisani, i quali costituirono quindi una fondazione dedicata alle opere di Maria Valtorta. La fondazione Pisani ha pubblicato libri basati sui quaderni manoscritti della Valtorta.

## Maria scrittrice

### L'Evangelo come mi è stato rivelato

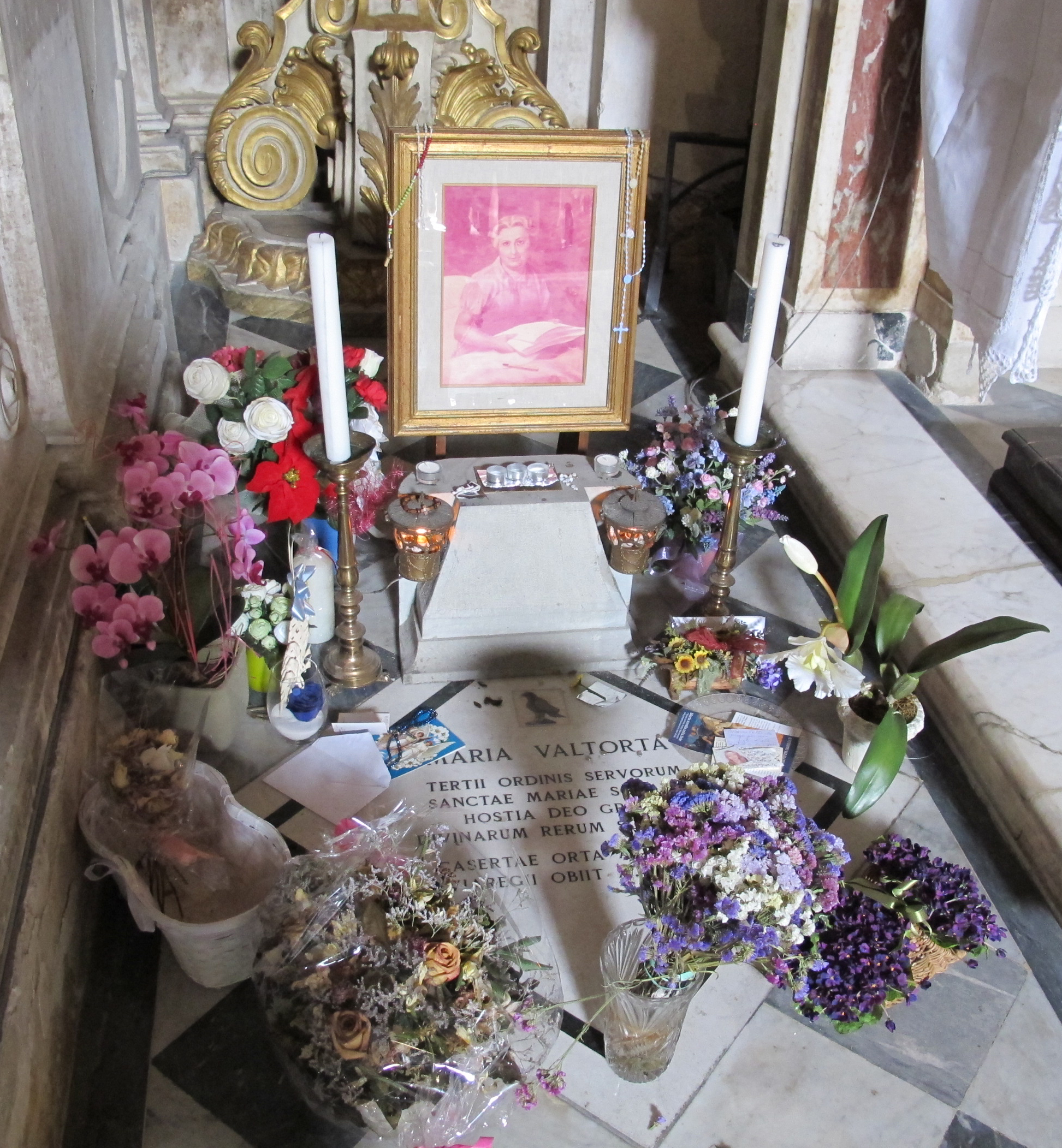
Tomba di Maria Valtorta nel Capitolo della Santissima Annunziata a Firenze.

Il libro più noto della Valtorta è il Poema dell'Uomo Dio, pubblicato per la prima volta nel 1956 in quattro volumi. Ora si intitola L'Evangelo come mi è stato rivelato e ha dieci volumi.
Il 16 dicembre 1959 il Sant'Uffizio collocò l'opera in 4 volumi nell'Indice dei libri proibiti. Lo riportava L'Osservatore Romano del 6 gennaio 1960. Sulla prima pagina dell'Osservatore figurava anche un articolo scritto in forma anonima dal titolo Una vita di Gesù malamente romanzata che criticava il libro. L'articolo affermava che il libro era stato messo all'Indice perché violava la regola 1385 del Codice di Diritto Canonico che richiedeva un imprimatur prima della pubblicazione.
Il 15 giugno 1966 il Dicastero per la dottrina della fede (che sostituì il Santo Uffizio) abolì l'Indice e cessarono tutte le sanzioni contro la lettura dei libri inseriti nell'Indice.
Nel 1985 Ratzinger, prefetto della Congregazione per la dottrina della fede,  citando il decreto del Sant'Uffizio del 1959 e l'articolo dell'Osservatore Romano, ribadì la condanna del Poema dell'Uomo-Dio. Il prefetto rispose il 31 gennaio ad una lettera che il cardinale Giuseppe Siri  aveva inviato nel maggio precedente a nome di un sacerdote della sua diocesi. Ratzinger aggiunse che la condanna «non fu presa [rectius: decisa] alla leggera» poiché il testo è “una vita di Gesù malamente romanzata", sconsigliata «al fine di evitare i danni che tale pubblicazione avrebbe potuto arrecare ai fedeli più sprovveduti».

### Altre opere
Dopo la morte della Valtorta, avvenuta nel 1961, furono progressivamente pubblicati diversi libri basati sul materiale contenuto nei suoi manoscritti. La sua autobiografia, che aveva completato nel 1943, fu pubblicata nel 1969. Nel 1972 fu pubblicato il Libro di Azaria, basato sul materiale che aveva scritto ogni domenica dalla fine di febbraio 1946 all'inizio di febbraio 1947. Il libro contiene commenti sulle messe cattoliche dette in quelle domeniche.
Nel 1976 fu pubblicato il primo dei quattro volumi dei suoi Quaderni, basato sul materiale intervallato dal testo del Poema, contenuto nei 122 quaderni scolastici. Nel 1977 è stato pubblicato il libro Lezioni sulla Lettera di Paolo ai Romani, contenente commenti alla Lettera di Paolo ai Romani. Nel 2006 altre pagine inedite dei suoi manoscritti sono state raccolte e pubblicate come Quadernetti.

## Opere
- Autobiografia, 1997  [1969, 1989, 1991], ISBN 88-7987-034-3.
- L’Evangelo come mi è stato rivelato, 2001, ISBN 88-7987-100-5.
- I Quaderni del 1943, 2006, ISBN 978-88-7987-135-8.
- I Quaderni del 1944, 2006, ISBN 978-88-7987-136-5.
- I Quaderni del 1945-1950, 2006, ISBN 978-88-7987-137-2.
- Libro di Azaria, 2007, ISBN 978-88-7987-143-3.
- Lezioni sull’Epistola di San Paolo ai Romani, 2008, ISBN 978-88-7987-150-1.
- Quadernetti, 2006, ISBN 978-88-7987-139-6.
- Lettere a Mons. Carinci, 2006, ISBN 978-88-7987-140-2.
- Lettere a Padre Migliorini, 2011, ISBN 978-88-7987-169-3.
- Lettere a Madre Teresa Maria, vol. 1, 2012, ISBN 978-88-7987-175-4.
- Lettere a Madre Teresa Maria, vol. 2, 2013, ISBN 978-88-7987-177-8.